# Rudolf von Bennigsen
Rudolf von Bennigsen, född 10 juli 1824 och död 7 augusti 1902, var en tysk politiker.
von Bennigsen valdes 1856 till medlem av andra kammaren i Hannover, och tillhörde dess demokratiska element. Han hävdade lantdagens beskattningsrätt samt en utvidgad kommunal självstyrelse. von Bennigsen blev vid "nationalföreningens" stiftande dess ordförande och bildade 1866 det Tyska nationalliberala partiet, bland vars ledare han var den tongivande. I de konstituerade församlingarna 1867, 1869 och 1871 kämpade han en resultatlös strid för att i Nordtyska förbundets och i rikets författningar få ett regeringskollegiums ansvar inför representationen fastslaget. Den vaga ansvarsbestämmelse för rikskanslern som författningen 1871 innehöll (§17), grundade sig dock på von Bennigsens förslag. En utvecklingen av dennas formulering genom praxis stoppades av Bismarck. von Bennigsen erhöll 1877 anbud av Bismarck att bli statssekreterare men avböjde. Han var 1873-79 förste president i den preussiska lantdagens andra kammare och hade dessförinnan flera år varit dess vicepresident liksom även riksdagens. von Bennigsen nedlade sina mandat 1883. Han var 1888-97 Oberpresident i Hannover.